# Ян Богуцький
Ян Антоній Богуцький (пол. Jan Antoni Bogucki; 13 березня 1870, Тернопіль — 1948, Вроцлав) — видатний науковець у галузі архітектури і будівництва. Відомий як теоретик і проєктант металевих і залізобетонних конструкцій.

## Біографія
Ян Антоній Богуцький народився в Тернополі 13 березня 1870 (за іншими даними 1871 року).
Початкову освіту отримав у рідному місті, вищу — у Львові на інженерному факультеті Цісарсько-королівської політехнічної школи у 1887—1892 роках. Після закінчення навчання працює у Цісарсько-королівській політехнічній школі асистентом кафедри архітектури (1893—1895) та у Крайовому управлінні Галичини на посаді інженера.
Від 1893 року був членом Політехнічного товариства у Львові.
У 1895–1900 роках працює на посаді професора Львівської художньо-промислової школи.
У 1900 році повертається до львівської Політехнічної школи, де до 1906 року працює на посаді доцента кафедри технічного рисунка. У 1906 році стає надзвичайним, а із 1910 — ординарним (звичайним) професором кафедри будівельної статики і металевого будівництва. У 1908–1912 роках обирається доцентом архітектурного факультету львівської Політехнічної школи.
У 1937 році виходить на пенсію, але продовжує наукову роботу. Після включення Галичини до складу Радянського Союзу працює на посаді професора Львівського політехнічного інституту.
Після закінчення другої світової війни Ян Богуцький емігрує до Польської Народної Республіки, де працює на посаді професора кафедри будівельної статики Вроцлавської політехніки до самої смерті у 1948 році. Похований у Вроцлаві.

### Найвідоміші роботи в галузі будівництва
- Проєкт стрічкового залізобетонного фундаменту Львівської опери (1897)[3];
- Проєкт фундаменту та металевих конструкцій Художньо-промислового музею у Львові (1898–1900);
- Проєкт конструкцій бібліотеки Львівського університету (1901–1903);
- Експертиза монтажу металевих ферм перонного дебаркадера нового Головного залізничного вокзалу Львова (1902–1903);
- Триповерхова будівля готелю «Sans Sousi» на вул. Банківській, 5  у Львові (1902)[4];
- Проєкт нового трамвайного депо у Львові на Підзамчі (нині — вулиця Промислова, 29). За проєктом Я. Богуцького у 1907—1908 роках споруджено цехи цього депо, які розміщено ближче до вулиці Промислової[5]. Споруду профілакторію та диспетчерської депо збудовано під час реконструкції депо у 1978 році[6];
- Проєкт металоконструкції куполів (бань) храму святих апостолів Петра і Павла в Сокалі (1909).